# Templo de Durban
El Templo de Durban es uno de los templos construidos y operados por La Iglesia de Jesucristo de los Santos de los Últimos Días, el número 168 en operaciones por la iglesia y el segundo construido en Sudáfrica, ubicado en la zona residencial de Umhlanga de la ciudad de Durban en la provincia costera de KwaZulu-Natal. Antes de la construcción del templo en Durban, los fieles de la región viajaban al templo de Johannesburgo.

## Anuncio
Thomas S. Monson, presidente de la iglesia SUD, anunció la construcción del templo en la ciudad de Durban el 1 de octubre de 2011 durante la conferencia general semi-anual de la iglesia. El templo fue anunciado al mismo tiempo que el templo de Barranquilla en Colombia, el templo de Star Valley en Wyoming, el templo de Kinshasa en la República Democrática del Congo, y el Templo del centro de la ciudad de Provo en Utah. El anuncio de estos nuevos templo elevaría el número de templos SUD a 166 y el número en Sudáfrica a dos y el quinto del continente africano.

## Construcción
La ceremonia de la primera palada y la dedicación eclesiástica del terreno sobre el cual se construiría el templo fue presidida por líderes locales el 9 de abril de 2016. El Templo de está siendo construido en una propiedad de ladera con vistas al océano cercana a la autopista N2 en el centro urbano Izinga de Umhlanga Rocks, justo al norte de Durban. Umhlanga es una de las ciudades de más rápido crecimiento en Sudáfrica, que goza de una baja tasa de criminalidad y es famosa por tener el centro comercial más grande del hemisferio sur, el Gateway Theatre of Shopping.
Para septiembre de 2016, la terraformación del sitio del edificio estaba a punto de finalizar, y la excavación estaba bien encaminada para la colocación de los cimientos del templo y el edificio de viviendas para misioneros que va adyacente. Los pilares se han hundido profundamente en la tierra para crear las sólidas plataformas donde se ubica la cimentación.
El diseño del templo tuvo como inspiración los edificios del centro de la ciudad de Durban. Los bordes del edificio y su torre emplean detalles simples y en el centro estrías simples con tallas geométricas que resaltan las raíces africanas de la región. En similitud a las casas ubicadas en el vecindario circundante, el templo tiene un techo inclinado de tejas de arcilla roja.
El templo se asienta en un terreno de 5,86 hectáreas con jardines decorados con motivos indígenas, más de 800 árboles incluidas la simbólica palmera real australiana y plantas con flores como el árbol del coral, los áloes sudafricanos que florecen en invierno y la strelitzia juncea, muy conocida en la región. Además, se han utilizado motivos decorativos de protea rey, la flor nacional de Sudáfrica, en los alrededores del templo, en las puertas de entrada, sobre los bancos de piedra y en imágenes de los vidrios artísticos.
El Templo de Durban, Sudáfrica, presenta más de 50 piezas de arte exquisitas, que incluyen muchas escenas de la vida y el ministerio de Jesucristo y varias piezas que representan paisajes africanos. Los muros del templo están decorados con escenas de puestas de sol, ríos, cascadas, fauna africana y flora y fauna autóctonas.

## Dedicación
El templo SUD de la ciudad de Durban fue dedicado para sus actividades eclesiásticas en tres sesiones el 16 de febrero de 2020, que incluye una oración dedicatoria, por Ronald A. Rasband, miembro del Cuórum de los Doce Apóstoles. Con anterioridad a ello, del 22 de enero al 1 de febrero de ese mismo año, la iglesia permitió un recorrido público de las instalaciones y del interior del templo al que asistieron fieles y otros visitantes, incluyendo el entonces soberano del Pueblo zulú, Goodwill Zwelithini kaBhekuzulu y otros miembros de la familia real.